# Kis fehérsávoslepke
A kis fehérsávoslepke (Neptis sappho) a rovarok (Insecta) osztályának lepkék (Lepidoptera) rendjébe, ezen belül a tarkalepkefélék (Nymphalidae) családjába és a fehérsávos lepkék (Limenitidinae) alcsaládjába tartozó faj.

## Előfordulása

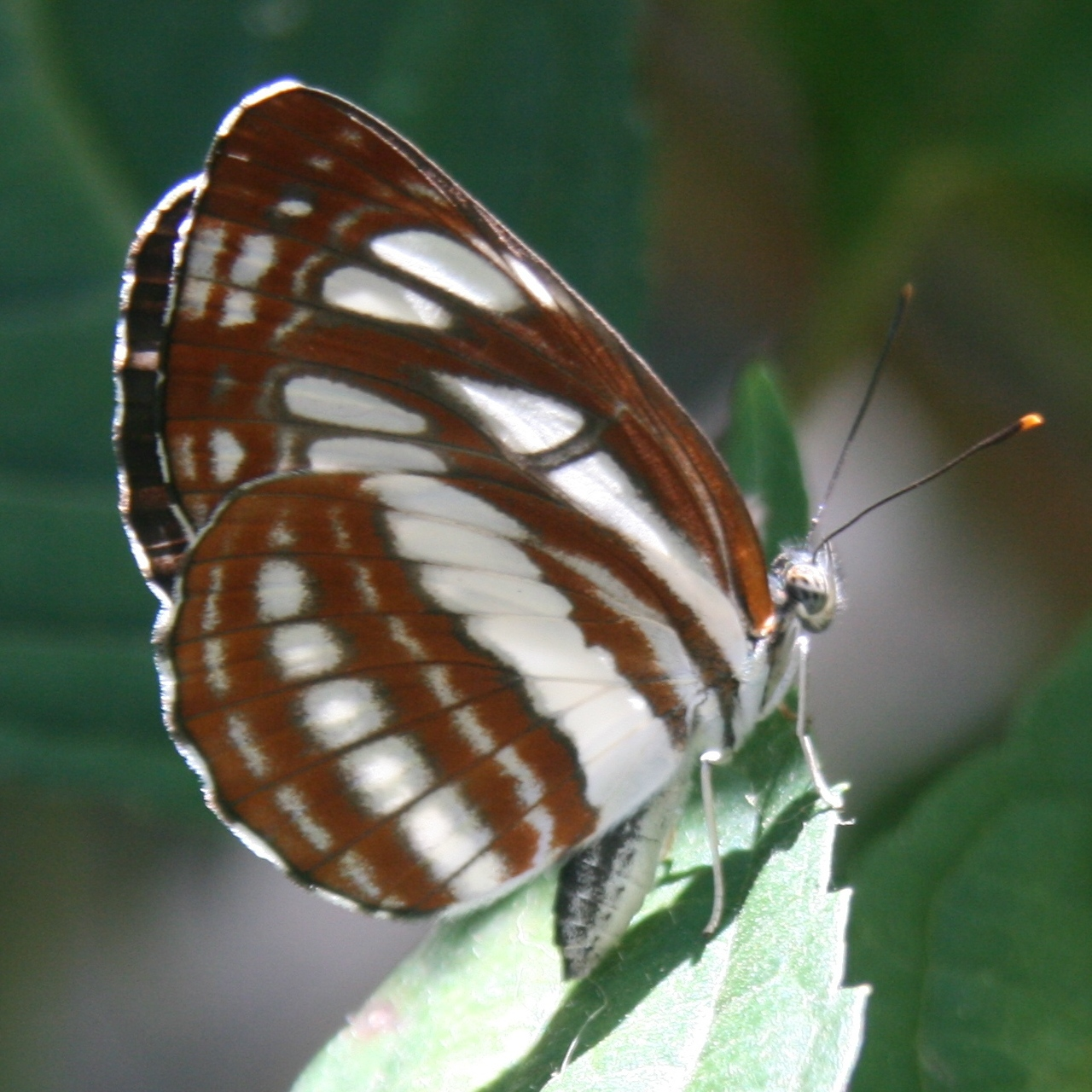
A szárnyai alulról

A kis fehérsávoslepke előfordulási területe Kelet-Európától kezdve (beleértve a Kárpát-medencét is), Ázsia mérsékelt övének nagy részén, délen Indiáig, keleten pedig Japánig tart. Tengerszint fölötti 200-1550 méteres magasságban is megtalálható.

## Alfajai
- Neptis sappho intermedia
- Neptis sappho sappho

## Megjelenése
A lepke szárnyfesztávolsága 40–48 milliméter. A szárnyakon sötét alapon fehéres sávok és azokból letört foltozások láthatók.

## Életmódja
A hernyó fekete lednekkel (Lathyrus niger), tavaszi lednekkel (Lathyrus vernus) és fehér akáccal (Robinia pseudoacacia) táplálkozik. Élőhelyétől függően május-június, valamint július-augusztus között repül.

## Fordítás
- Ez a szócikk részben vagy egészben  a   Neptis sappho című angol Wikipédia-szócikk ezen változatának fordításán alapul.  Az eredeti cikk szerkesztőit annak laptörténete sorolja fel. Ez a jelzés csupán a megfogalmazás eredetét és a szerzői jogokat jelzi, nem szolgál a cikkben szereplő információk forrásmegjelöléseként.